# Derrick Martin
Derrick Martin (* 16. Mai 1985 in Westminster, Colorado) ist ein ehemaliger American-Football-Spieler auf der Position des Safeties. Er spielte u. a. für die Baltimore Ravens und New York Giants in der National Football League (NFL).

## College
Martin spielte College Football an der University of Wyoming, wo er 30 mal antrat (davon 24 mal von Anfang an). Er beendete seine College-Karriere mit 134 Tackles und sechs Interceptions.

## Profikarriere

### Baltimore Ravens
Martin wurde von den Baltimore Ravens in der 6. Runde als 208. Spieler in der NFL Draft 2006 ausgewählt. Er war der Erste Spieler der University of Wyoming, der von den Ravens ausgewählt wurde. Sein NFL-Debüt hatte er am 15. Oktober gegen die Carolina Panthers gemacht. In seiner Rookiesaison spielte er acht Mal und schaffte vier Tackles.
Im Jahr 2007 schaffte er 32 Tackles.

### Green Bay Packers
Am 5. September 2009 wurde Martin zu den Green Bay Packers für Tony Moll getauscht. Er war das Ass der Packers Special Teams in der Saison 2009.
Martin wurde nach einer Knieverletzung beim Spiel am 10. Oktober 2010 gegen die Washington Redskins auf die Verletztenliste gestellt.
Am 2. März 2011 wurde Martin von den Packers entlassen.

### New York Giants
Derrick Martin unterschrieb am 15. August 2011 einen Vertrag bei den New York Giants und gewann im selben Jahr Super Bowl XLVI.